# Алексеев, Максим (подьячий)
Макси́м Алексе́ев (конец XVII века) — подьячий Русского царства в правление царей Алексея Михайловича и Фёдора Алексеевича и царевны Софьи. 

## Биография
Ранняя биография неизвестна. Впервые упоминается в 1667 году как подьячий в посольстве Афанасия Ордина-Нащокина в Речь Посполитую. 8 марта 1676 года упоминается как подьячий Посольского приказа. С 13 сентября 1681 года по 2 мая 1687 года — подьячий в том же приказе. В 1682/1683 году одновременно с этим —подьячий Устюжского приказа. В 1683 году — подьячий посольства Якова Одоевского в Речь Посполитую. Дальнейшая биография неизвестна.